# Gymnocephalus ambriaelacus
Gymnocephalus ambriaelacus е вид лъчеперка от семейство Percidae. Видът е критично застрашен от изчезване.

## Разпространение
Разпространен е в Германия.